# Euonymus maximowiczianus
Euonymus maximowiczianus là một loài thực vật có hoa trong họ Dây gối. Loài này được (Prokh.) Vorosch. mô tả khoa học đầu tiên năm 1954.